# Pteronia succulenta
Pteronia succulenta là một loài thực vật có hoa trong họ Cúc. Loài này được Thunb. miêu tả khoa học đầu tiên.